# Pommiers (Indre)
Pommiers ist eine französische Gemeinde mit 228 Einwohnern (Stand: 1. Januar 2022) im Département Indre in der Region Centre-Val de Loire; sie gehört zum Arrondissement Châteauroux (bis 2017: Arrondissement La Châtre) und zum Kanton Argenton-sur-Creuse. Die Einwohner werden Bazaigeois genannt.

## Geographie
Die Gemeinde Pommiers liegt an der Gargilesse, 14 Kilometer südöstlich von Argenton-sur-Creuse. Nachbargemeinden von Pommiers sind Malicornay im Norden, Orsennes im Osten und Südosten, Gargilesse-Dampierre im Süden und Westen, Badecon-le-Pin im Westen und Nordwesten sowie Chavin im Nordwesten.

## Bevölkerungsentwicklung
| Jahr                       | 1962 | 1968 | 1975 | 1982 | 1990 | 1999 | 2006 | 2013 | 2020 |
| Einwohner                  | 418  | 405  | 367  | 322  | 279  | 268  | 270  | 277  | 210  |
| Quellen: Cassini und INSEE |      |      |      |      |      |      |      |      |      |

## Sehenswürdigkeiten
- Kirche Sainte-Radegonde
- Schloss Le Châtelier, Monument historique seit 1965/2016

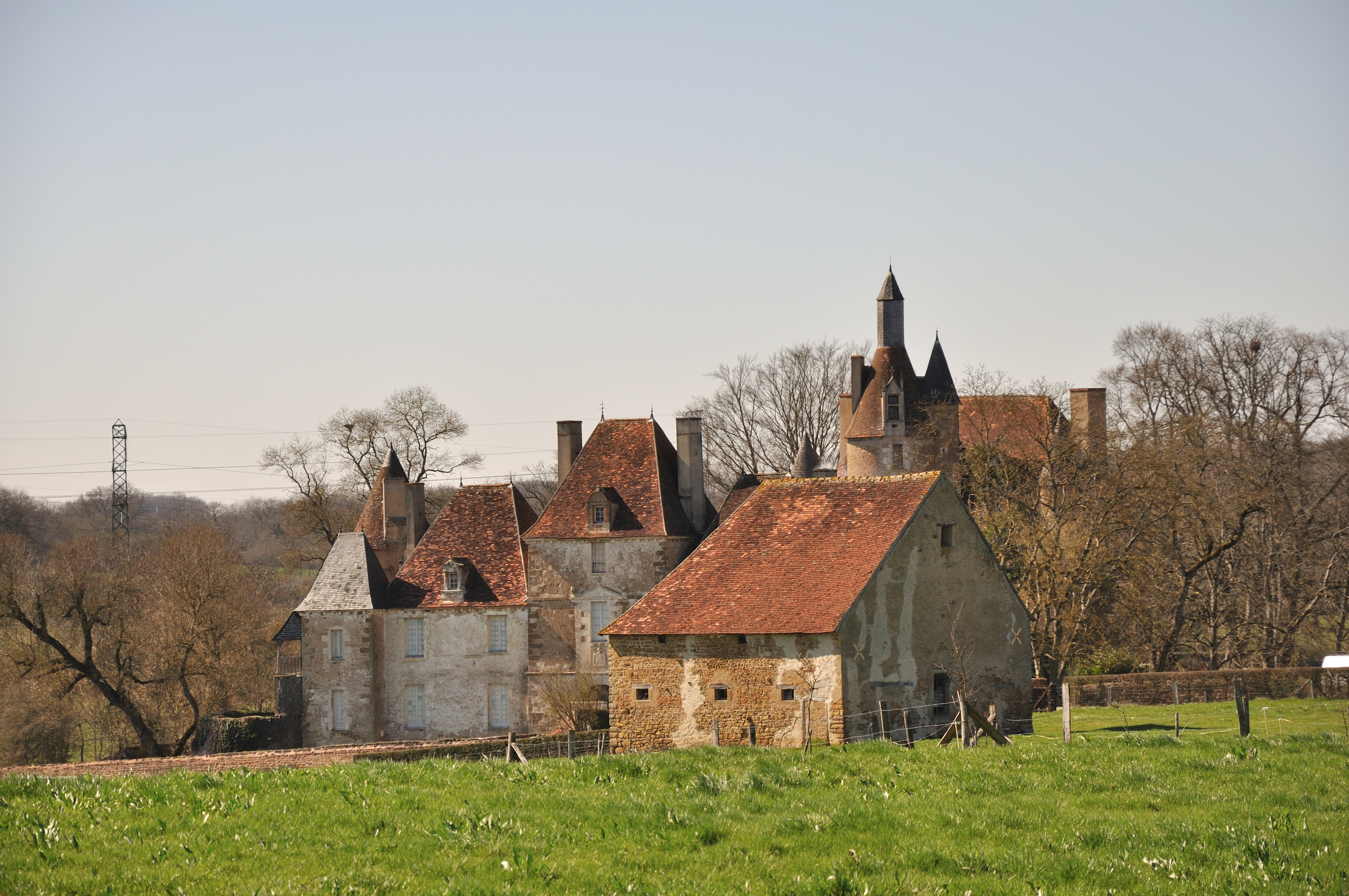
Schloss Le Châtelier